# Maestro del Breviario Francescano
Maestro del Breviario Francescano (fl. XV secolo) è stato un miniatore italiano, attivo a Milano ed a Bologna nel XV secolo.

## Biografia
Nulla si conosce sulla sua vita ed oscure sono anche le notizie sulla sua morte. Si ha notizia di una sua attività a Milano nella bottega del Maestro del Vitae Imperatorum intorno al 1446. In questa data realizzò il Breviario ad consuetudinem Romanae curiae, presente presso la Biblioteca Universitaria di Bologna. La data risulta impressa sul secondo dei due tomi costituenti l'opera. Altra sua opera, realizzata in collaborazione con altri artisti, è un Breviario romano conservato presso la Biblioteca Palatina di Parma.
Trasferitosi a Bologna realizzò, intorno alla metà del XV secolo, diversi codici di musica miniati e fra questi esistono esemplari conservati presso la Cornell University Library di New York, la Biblioteca    Vaticana e la Biblioteca Malatestiana di Cesena. È conosciuto per la produzione di cantorini.